# Serghei Urusov
Contele Serghei Dmitrievici Urusov (în rusă Сергей Дмитриевич Урусов; n. 7 martie 1862 – d. 1937) a fost un activist social și politic rus, guvernator al Basarabiei între anii 1903 – 1904.

## Biografie
Fiul al unui colonel în rezervă, Urusov s-a născut în anul 1862. Învățământul primar l-a primit la domiciliu. În 1872 s-a înscris la școală din Iaroslavl. În toamna anului 1881 a intrat la Facultatea istorico-filologică de la Universitatea din Moscova. După absolvirea universității în 1885, a servit la posturile electorale din guberniile Kaluga și Moscova. Între 7 februarie 1887 – 4 august 1896, a fost un conducător al nobilimii din ținutul Peremîșl⁠(ru)[traduceți] (gub. Kaluga). În anii 1890–92, a fost președinte al zemstevei guberniale din Kaluga. Între 1893–96, membru al comitetului de contabilitate a Băncii de Stat din Kaluga.
În 1901, a condus tipografia din Moscova. Din 1902, a servit ca vice-guvernator al orașului Tambov. La 6 iunie 1903, după pogromul de la Chișinău a fost numit în calitate de guvernator al Basarabiei. Guvernul țarist urmărind scopul, ca ordinea în oraș, să fie restabilită pe „căi culturale, fără represiune, fără lege marțială, printr-o protecție consolidată și urgentă”.
Din noiembrie 1904 a servit în calitate de guvernator al guberniei Tver, iar la 15 mai 1905 a demisionat. În 1906, a fost ales în Duma de Stat a guberniei Kaluga și a participat activ la lucrările acesteia până la dizolvare. 
Ca un deputat care a semnat Manifestul de la Vîborg⁠(ru)[traduceți], a fost condamnat la închisoare, fiind deținut până în 1908 la închisoarea Taganka, fiind privat de drepturile serviciului de stat și public.
În 1907, publică la St. Petersburg, primul volum din „Memoriile guvernatorului”, lucrare care a fost ulterior tradusă în șase limbi europene. Pentru această carte, el a fost condamnat la patru luni de închisoare.
În acești ani, S. Urusov aderă la o lojă masonică a Marelui Orient al Franței. Ulterior acesta a fost selectat primul frate-mentor. Urusov a devenit o figură proeminentă a francmasoneriei, inițiind în 1912, Marele Orient al popoarelor Rusiei⁠(ru)[traduceți].  
În anii 1915–16, a fost președinte al comitetului unificat al orașelor din Frontul de Sud-Vest (Kiev).
După revoluția din februarie din Petrograd, a ocupat (1 martie – iunie 1917) postul de ministru-adjunct al Afacerilor Interne al guvernului provizoriu. În noiembrie 1917, a fost ales membru al Adunării Constituante din cadrul guberniei Basarabia, pe listele Partidului Libertății Poporului.
După Revoluția din Octombrie, a fost arestat de mai multe ori, dar a fost eliberat. La 27 decembrie 1919 a fost mobilizat în Armata Roșie, servind ca un contabil în cadrul Statului Major al Marinei Militare a RSFSR.
În anii 1920–30 ani a lucrat în diverse instituții sovietice. Cu toate acestea, la cererea adresată Comitetului gubernial din Moscova cu privire la asigurările sociale pentru acordarea pensiei, a fost refuzat deoarece „înainte de revoluție, a fost un prinț”. Numai prin intervenția Băncii de Stat i-a fost stabilit un cuantum.
A decedat la Moscova în 1937, evitând arestul.